# Barx (kommunhuvudort)
Barx är en kommunhuvudort i Spanien.   Den ligger i provinsen Província de València och regionen Valencia, i den östra delen av landet, 300 km sydost om huvudstaden Madrid. Barx ligger 421 meter över havet och antalet invånare är 1 423.
Terrängen runt Barx är kuperad. Runt Barx är det ganska tätbefolkat, med 129 invånare per kvadratkilometer. Närmaste större samhälle är Gandia, 11,5 km sydost om Barx. 